# Frédéric Truskolaski
Frédéric Truskolaski est un homme d'affaires français, propriétaire de plusieurs titres de presse people et TV.

## Biographie
Frédéric Truskolaski, né en 1970,. Il passe deux ans aux États-Unis. Il présente des flashs d'informations sur RFM et Voltage, et gagne le concours du meilleur journaliste sportif en 1987.
Il lance en 1996 son premier journal, Le Lycéen, et ses numéros tirés à 30 000 exemplaires sont distribués gratuitement dans les lycées et collèges. Le journal fait bénévolement participer les lycéens eux-mêmes dans la rédaction des articles. S'inspirant du modèle des quotidiens d'information gratuits (Métro et 20 Minutes), il mise sur les ressources publicitaires.
Frédéric Truskolaski créée en 2009 la série TV Paris 16e pour M6, avant de prendre ses distances à la suite d'une vision différente du projet. La série a été arrêtée après la première saison, faute d'audience.
Il publie en 2022 environ 25 titres en France dont les magazines Oops et Gossip, par le biais de plusieurs sociétés éditrices. Plusieurs magazines reprennent des noms proches de publications connues pour les « parodier ».

## Controverses
Le journal 20 minutes affirme que la rédactrice en chef de son magazine 20 ans est une stagiaire de 19 ans, et que les rédactrices, qui ont pour la plupart été recrutées entre 18 et 20 ans par des annonces sur Internet, sont pour certaines payées au noir. L'avocat de l'éditeur du magazine décrit l'article de 20 minutes comme « totalement diffamatoire », et « créant un préjudice financier et professionnel énorme » au nouveau propriétaire du magazine, « dont l'honnêteté est ainsi remise en question ». Une condamnation aux Prud'hommes aurait estimé le licenciement de la rédactrice en chef abusif, lui octroyant 28 930 euros d'indemnités.
Rue89 publie des témoignages de rédactrices de magazines appartenant à Frédéric Truskolaski, qui inventent le contenu des articles sur des sujets écrits de toutes pièces, incluant de fausses réponses des médecins aux questions des lecteurs. L'avocat Emmanuel Pierrat indique que « ça peut être qualifié de tromperie parce que le public pense acheter de la presse et pas de la fiction. »
Rue89 indique aussi que Frédéric Truskolaski a la spécialité de publier régulièrement des nouveaux titres, permettant de profiter des réductions sur la distribution des premiers numéros par Presstalis.
D'après L'Informé, les entreprises de Frédéric Truskolaski ont été condamnées dix fois en quinze ans : six pour « contrefaçon », et quatre pour « concurrence déloyale et parasitaire ». La majorité des indemnités n'auraient jamais été payées. Le déménagement de certaines sociétés éditrices à Londres complexifie le recouvrement des indemnités.
Le fisc réclame en 2017 4,4 millions d’euros à 4 sociétés, un redressement qu'elles contestent toujours.
À partir de 2018, le magazine Oops a publié plusieurs articles critiquant son concurrent Public, notamment sur l'affaire Jeremstar. Oops et son directeur Frédéric Truskolaski ont été condamnés à plusieurs reprises pour diffamation, les tribunaux ayant estimé que ces articles visaient en réalité à déstabiliser la direction de Public dans le but de racheter le magazine.
En 2019, Michel Cymes fait interdire la publication de deux magazines de Frédéric Truskolaski le mettant en couverture sans son accord.
En juillet 2023, Frédéric Truskolaski souhaite tirer un feu d'artifice au-dessus de la baie de Juan-les-Pins (Antibes) pour célébrer les 90 ans de sa mère,. Après l'interdiction par la mairie pour des « raisons de sécurité »,, il assigne pénalement le maire, Jean Léonetti, pour discrimination. Celui-ci se voit octroyer la protection fonctionnelle, qui couvrira ses frais de justice, par le Conseil municipal du 28 avril 2024.
En 2025, Frédéric Truskolaski fait condamner Prisma Media pour parasitisme, après la publication d'un magazine très semblable à son titre Télé 15 jours ,.